# William Scherr
William Scherr est un lutteur américain spécialiste de la lutte libre né le 27 juillet 1961 à Eureka (Dakota du Sud).

## Biographie
Lors des Jeux olympiques d'été de 1988, il remporte la médaille de bronze en combattant dans la catégorie des -100 kg kg. Il est champion du monde lors des Championnats du monde de 1985.